# Snook
Snook var en svensk hiphopduo som bestod av Oskar Linnros och Daniel Adams-Ray.

## Historik

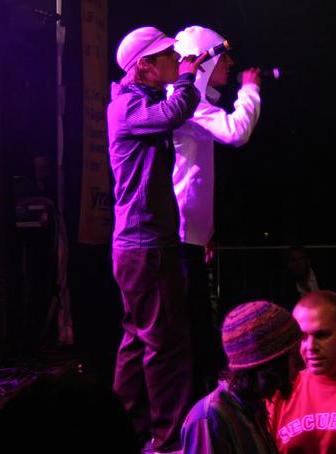
Snook på Storsjöyran i juli 2006.

Linnros och Adams-Ray träffades under skoltiden på Viktor Rydberg Gymnasium Odenplan i Stockholm, vilket ledde till att Snook bildades i början av 2000-talet. Snook diversifierade sig snabbt från den övriga svenska hiphopen med annorlunda, mer poppiga beats bestående av mycket piano och även inslag av blåsinstrument.

### 2000–2003
Snooks första låtar, bland annat Änglalik, Havok och Generation fuck you, spreds via webben. År 2003 vann Snook även pris som ”Årets download” med låten Mognare än oss på The Swedish HipHop Awards. 
Första gången Snook kunde höras på ett officiellt släpp var när de gästade Afasi & Filthy på deras EP 1990nånting, på EP:ns titelspår. Låten blev under våren/sommaren 2003 en hit på Sveriges Radio P3 där den låg A-listad i fem veckor. Musikvideon visades ofta på Z-TV.

### 2004 –Vi vet inte vart vi ska men vi ska komma dit
Året efter 1990nånting kom Snooks verkliga genombrott  med singeln Mister Cool. Låten blev snabbt en stor radiohit och sålde guld (den vann senare också "Årets låt" på 2005 års P3 Guld-gala). Succén följdes upp av singlarna Lejonhjärta (med Organism 12) och Såpbubblor, innan debutalbumet Vi vet inte vart vi ska men vi ska komma dit släpptes i maj 2004. Det möttes av blandade recensioner. Många har senare ansett att Snook fick orättvis och obefogad kritik för sitt skapande, bland annat genom en recension av Expressens Jonna Sima. Skivan blev dessutom mycket omdebatterad på grund av sin oförmåga att hålla sig till hiphopens stilistiska regler. Albumet blev älskat från många håll, samtidigt som andra hävdade att det Snook gjorde inte kan kallas hiphop.

### 2006 –Är
År 2006 släpptes tre singlar – Snook, svett och tårar, Längst fram i taxin och Kommer ifrån – innan duons andra album släpptes. Trots att ingen av låtarna blev lika populär som Mister Cool hyllades duon för en genomgående högre kvalitet på både texter och produktion, och skivan, som bar namnet Är, möttes av  bättre recensioner än debutskivan.
Senare släpptes även låten Inga problem från albumet som singel. Remix-versionerna av Längst fram i taxin och Inga problem gästades av Timbuktu respektive Petter och Veronica Maggio (Linnros dåvarande flickvän). Snook blev också belönade för sitt album i form av pris för "bästa svenska musikgrupp" på MTV Europe Music Awards 2006. I januari året därefter mottog man även en grammis för "Årets hiphop/soul" – ”Snook lyckas vara både breda och experimentella, allvarliga och roliga”, lät Grammis-juryns omdöme. Under 2006 drog Snook ut på turné och slog bland annat publikrekord på Storsjöyran sommaren 2006 med över 10 000 personer i publiken.

### 2009–2015 – Splittring och solokarriärer
Sommaren 2007 började spekulationer tillta om att gruppen hade splittrats. Dessa åsikter fick grogrund bland annat i och med att Adams-Ray tog ett steg tillbaka från sitt musicerande för att istället engagera sig i klädmärket "Lagom" (som han är delgrundare till), samtidigt som Linnros i allt högre grad började producera musik åt andra artister istället. År 2009 gjorde man ett par mindre spelningar i bland annat Visby och Härnösand. Den 16 december 2009 gjorde duon sin sista spelning. Drygt en månad därefter släppte Linnros sin första singel som solo (Ack, Sundbyberg). I en intervju med Adams-Ray 2010 beskrev han spelningen enligt följande: Vi gjorde ett svinlökigt sista gig på en Silja Line-färja. Ett riktigt sellout-gig, mycket betalt och folk var så fulla att de ramlade omkull och fattade ingenting. Då tänkte man verkligen ”Fan, vad är det vi gör?”.
På Snooks officiella hemsida bemötte man inledningsvis ryktena om gruppens död med en text som löd "Alla som påstår att Snook har splittrats är våldtäktsmän" (ett referat till Maskinen som Linnros var med och grundade med senare hoppade av).
I januari 2010 inleddes en ny era för duon i och med att Linnros släppte sin första solosingel, Ack, Sundbyberg. I en intervju som gjordes i samband med släppet menade Linnros att Snook inte funnits på flera år och att han och Adams-Ray numera stod långt ifrån varandra musikaliskt. Den 6 juni 2010 kom Linnros debutalbum som soloartist, Vilja bli. Bara några veckor senare (i slutet av juni) släppte Adams-Ray sin första solosingel, Dum av dig. I samband med singelsläppet kommenterade Adams-Ray att ett samarbete med Linnros inte var aktuellt eftersom de drog åt olika håll textmässigt.

### 2016 – Återförening och ny singel
Snookmedlemmarna Linnros och Adams-Ray släppte den 22 september 2016, efter tio år utan samarbete, gemensamt singeln Sitter på en dröm. Singeln släpptes dock inte under namnet Snook. De båda uppträdde även tillsammans på Adams-Rays spelningar på Way Out West och Gröna Lund under året. Även under dessa framträdanden valde de att inte kalla sig för Snook.

## Diskografi

### Studioalbum
| År   | Titel                                        | Listplaceringar | Information  |
| År   | Titel                                        | SWE             | Information  |
| ---- | -------------------------------------------- | --------------- | ------------ |
| 2004 | Vi vet inte vart vi ska men vi ska komma dit | —               | Släppt: 2004 |
| 2006 | Är                                           | 25 (5 veckor)   | Släppt: 2006 |

### Singlar

#### Under namnet Snook
- 1990 Nånting (med Afasi & Filthy, 2003)
- Mister Cool (2004)
- Lejonhjärta (med Organism 12, 2004)
- Såpbubblor (2004)
- Snook, svett och tårar (2006)
- Längst fram i taxin (2006)
- Kommer ifrån (2006)
- Inga Problem (2006)
- Inga Problem (remix med Veronica Maggio och Petter, 2007)

#### Under annat namn
- Sitter på en dröm (lanserad som låt av Oskar Linnros och Daniel Adams Ray, 2016)